# New Flyer Invero
New Flyer Invero (D40i) — марка низкопольных городских автобусов, выпускавшихся с 1999 по 2007 год канадской компанией New Flyer.

## Описание
Длина автобуса New Flyer Invero составляет 40 футов. Обычно New Flyer Invero выпускался в виде автобуса с ДВС, хотя было выпущено несколько гибридных автобусов, интегрированных компанией Stewart & Stevenson.
New Flyer Invero, представленный в 1999 году, являлся преемником New Flyer Low Floor. В 2007 году Invero был снят с производства, а в 2008 году его преемником стал Xcelsior.

## Номенклатура
| Тип                                                                                                | Длина                                                           | Модель     |
| -------------------------------------------------------------------------------------------------- | --------------------------------------------------------------- | ---------- |
| D = дизельный двигатель DE = гибридный автобус F или H = автобус на водородных топливных элементах | 40 = 40 футов (12 м) 60 = 60 футов (18 м) (сочленённый автобус) | i = Invero |

## Галерея
- OC Transpo #4285
- New Flyer/S&S/GM Hybrid DE40i, RFTA #602